# Нежелек
Нежелек (рос. Река Нежелек; Нежеголек; Нежеголек) — річка в Росії у Новооскольському й Шебекінському районах Бєлгородської області. Ліва притока річки Нежеголь (басейн Азовського моря).

## Опис
Довжина річки приблизно 33,46 км, найкоротша відстань між витоком і гирлом — 26,60  км, коефіцієнт звивистості річки — 1,13 . Формується багатьма балками та загатами.

## Розташування
Бере початок на південно-західній стороні від села Слонівка. Тече переважно на південний захід через село Максимівку і на південно-західній околиці села Большетроїцьке впадає у річку Нежеголь, ліву притоку Сіверського Дінця.

## Цікаві факти
- У минулому столітті на річці існувало багато газових свердловин[3].